# Meteorologiåret 1887

## Händelser

### Januari
- 28 januari – De största snöflingorna som någonsin observerats, 38 centimeter (15 i) diameter, faller i Fort Keogh, Montana, USA.[1].

### Maj
- Maj - Maximitemperaturrekord noteras i Haparanda, Sverige med + 26.5°[2].

### Juni
- 15 juni – 160.3 millimeter regn faller över Regina, Kanada vilket innebär att orten upplever sin våtaste dag någonsin [3].
- 26 juni – I Kilkenny Castle, County Kilkenny, Irland uppmäts temperaturen + 33.3 °C (92 °F), vilket blir Irlands högst uppmätta temperatur någonsin [4].

### Oktober
- Oktober - En extrem vinter inleds i Övre mellanvästra USA [5].

### Okänt datum
- Nederbörden i Vang, Norge börjar räknas [6].

## Födda
- 2 februari – Max Robitzsch, tysk meteorolog.

## Avlidna
- okänt datum – Thomas Stevenson, skotsk meteorolog.

### Fotnoter
1. ↑  Handy Weather Answer Book
2. ↑  SMHI
3. ↑  ”Dan, Dan the Weatherman's Canadian Weather Trivia Page”. Arkiverad från originalet den 9 september 2013. https://web.archive.org/web/20130909001246/http://www.dandantheweatherman.com/cantriv.html. Läst 7 mars 2011.
4. ↑  ”Temperature - Climate - Met Éireann - The Irish Meteorological Service Online”. Met.ie. 2 januari 1979. Arkiverad från originalet den 7 januari 2019. https://web.archive.org/web/20190107003129/https://www.met.ie/climate/temperature.asp%20. Läst 20 augusti 2010.
5. ↑  ”Arkiverade kopian”. Arkiverad från originalet den 22 juni 2010. https://web.archive.org/web/20100622105435/http://climate.umn.edu/pdf/mn_winter_1887-1888.pdf. Läst 10 oktober 2010.
6. ↑  MET